# Lachemilla pectinata
Lachemilla pectinata là loài thực vật có hoa trong họ Hoa hồng. Loài này được (Kunth) Rothm. mô tả khoa học đầu tiên năm 1937.